# Xyletobius praeceps
Xyletobius praeceps är en skalbaggsart som beskrevs av Perkins 1910. Xyletobius praeceps ingår i släktet Xyletobius och familjen trägnagare. Inga underarter finns listade i Catalogue of Life.